# Afrikaspiele 2019/Leichtathletik – 20 km Gehen der Männer
Das 20-km-Gehen der Männer bei den Afrikaspielen 2019 fand am 28. August in Rabat statt.
Neun Geher aus sechs Ländern nahmen an dem Wettbewerb teil. Die Goldmedaille gewann Samuel Gathimba mit 1:22:48 h, Silber ging an Yohanis Algaw Wale mit 1:22:50 h und die Bronzemedaille gewann Wayne Snyman mit 1:23:38 h.

## Rekorde
| Weltrekord        | Yusuke Suzuki | 1:16:36 h | Nomi, Japan                             | 15. März 2015      |
| Rekord der Spiele | Hatem Ghoula  | 1:22:33 h | Afrikaspiele in Johannesburg, Südafrika | 16. September 1999 |

## Ergebnis
28. August 2019, 7:45 Uhr
| Platz | Athlet                 | Land      | Zeit (h) |
| ----- | ---------------------- | --------- | -------- |
|       | Samuel Gathimba        | Kenia     | 1:22:48  |
|       | Yohanis Algaw Wale     | Äthiopien | 1:22:50  |
|       | Wayne Snyman           | Südafrika | 1:23:38  |
| 4     | Simon Muriithi Wachira | Kenia     | 1:24:40  |
| 5     | Mohamed Saleh          | Ägypten   | 1:29:42  |
| 6     | Tadilo Getu Melis      | Äthiopien | 1:29:57  |
| 7     | Allouch Othman         | Marokko   | 1:30:08  |
| 8     | Birara Alem Chekol     | Äthiopien | 1:34:50  |
| 9     | Erick Jerome Caprice   | Mauritius | 1:36:27  |